# Murzyn
Murzyn (phát âm tiếng Ba Lan: [muʐɨn]), trong lịch sử, là một từ thông dụng trong tiếng Ba Lan để chỉ một người da đen. Theo giáo viên ngôn ngữ của Đại học Warszawa, Giáo sư Marek Łaziński, từ này ít nhiều có liên tưởng tiêu cực suốt những năm 1980 và đến tận những năm 1990; nhưng khi tiếng Ba Lan phát triển lên thì từ này trở nên ít phổ biến và liên kết của từ ngày càng mang nghĩa xấu. Tháng 8 năm 2020, Giáo sư Marek Łaziński đã đưa ra một ý kiến tại trang web của Hội đồng Ngôn ngữ Ba Lan biện luận chống lại việc sử dụng đương đại và công khai, khuyến nghị rằng từ "Murzyn" chỉ được sử dụng trong các trích dẫn lịch sử, lưu ý rằng đây chưa phải là lập trường chính thức của Hội đồng. Từ này được dịch thô sang tiếng Anh là "black" hoặc "negro" (người da đen).

## Từ nguyên học
Từ 'Murzyn' có nguồn gốc từ tiếng Czech vay mượn từ Mohr trong tiếng Đức,  bắt nguồn từ tiếng Latinh Maurus, tương đương với từ 'moor' trong tiếng Anh.

## Ý nghĩa và sử dụng
Bản mẫu:Excessive citations
Trong tiếng Ba Lan, 'Murzyn' nghĩa là một ai đó có nước da màu đen (một danh từ riêng, viết hoa). Chữ viết thường ('murzyn', một danh từ chung) có một vài ý nghĩa ẩn dụ và không chính thức.
Murzyn (dạng giống cái: Murzynka, từ viết gọn: Murzynek) có thể được dịch sang tiếng Anh là "người đàn ông da đen". Danh cách tiêu chuẩn số nhiều là Murzyni, sử dụng hậu tố "chỉ ngôi giống đực", trong khi hậu tố không ngôi (là: Murzyny) lại là mang nghĩa xấu.
Tuy nhiên, từ "Murzyn" thường bị nhầm lẫn với từ "Negro" trong tiếng Anh, mà không có tìm hiểu thực tế rằng gốc rễ văn hóa-xã hội của cả hai từ này khác nhau đáng kể. So sánh từ "Murzyn" trong tiếng Ba Lan với "Negro" của tiếng Anh mà không tính đến nguồn gốc trung lập và nền tảng lịch sử không phân biệt chủng tộc của từ này đã gây ra phần lớn các tranh cãi về từ này trong những năm gần đây. Theo ý kiến của Tiến sĩ Marek Łaziński, "Murzyn" cũng thường được liên kết với Othello 'quý tộc' của William Shakespeare, thường được gọi là "moor" trong tiếng Anh. Theo Łaziński, từ Murzyn trong tiếng Ba Lan thỉnh thoảng bị coi là xúc phạm mặc dù nhiều người Ba Lan biện hộ cho cách dùng này. Trong khi đó, theo ông, việc dịch trực tiếp từ "black" của tiếng Anh thành "czarny" có vẻ không tốt đẹp hơn vì nó thường mang hàm ý tiêu cực trong tiếng Ba Lan, mặc dù ông cảm thấy từ này có thể thay thế cho Murzyn do ảnh hưởng của các ngoại ngữ đối với tiếng Ba Lan. Viết trong cột tư vấn ngôn ngữ của từ điển tiếng Ba Lan, Łaziński đề nghị rằng trong các trường hợp mà một cá nhân có thể nhận định Murzyn là xúc phạm thì nên sử dụng các định danh địa lý hoặc quốc gia. Còn theo Marcin Miłkowski, viết năm 2012, từ "trước đây được coi là trung lập thì bây giờ bị cấm toàn bộ trên báo chí".
Theo nhà ngữ văn Grażyna Zarzycka, theo ý kiến của nhiều người Ba Lan trong đó có cả các học giả, thì cụm từ "'Murzyn' không mang ý nghĩa xấu, mặc dù một vài người da đen coi là phân biệt chủng tộc và xúc phạm." Trong khi đó, Antonina Kloskowska viết trong "Race", ethnicity and nation: international perspectives on social conflict (tạm dịch: "Chủng tộc:, dân tộc và quốc gia: các quan điểm quốc tế về xung đột xã hội) thì cụm từ Murzyn "không mang hàm ý miệt thị. Ngoài ra, thuật ngữ "black - người da đen", phổ biến ở các nước nói tiếng Anh, được dịch thành "czarny" (theo nghĩa đen là "màu đen") trong tiếng Ba Lan, cũng được coi là không gây khó chịu vì từ này chỉ mô tả một màu sắc (cũng giống như tiếng Tây Ban Nha "negro" mang nghĩa đơn thuần là "màu đen").
Nghị sĩ quốc hội là người da đen đầu tiên ở Ba Lan Poland, ông John Godson đã nói vào năm 2011 rằng từ này không gây khó chịu và ông tự hào rằng mình được gọi là một Murzyn. Ông cũng cho biết rằng không thấy có vấn đề gì trong việc sử dụng thuật ngữ "Murzyn", "ciemnoskóry" ["da màu đen"], "Afrykańczyk" ["người Châu Phi"], hay "Afropolak" ["Afro-Pole (người Ba Lan gốc Phi)"]. Tuy nhiên sau đó, trong năm 2020 này, ông viết trên Twitter rằng "Ngôn từ đã được mở rộng nghĩa. Nếu người được hỏi không muốn được gọi là "murzyn" - xin đừng gọi họ như vậy".. Mamadou Diouf, một nhạc sĩ da đen Ba Lan và đại diện cho Ủy ban Cộng đồng Châu Phi (Komitet Społeczności Afrykańskiej) đã chỉ trích Godson khi ông sử dụng từ ngữ này.

### Trong ngôn ngữ

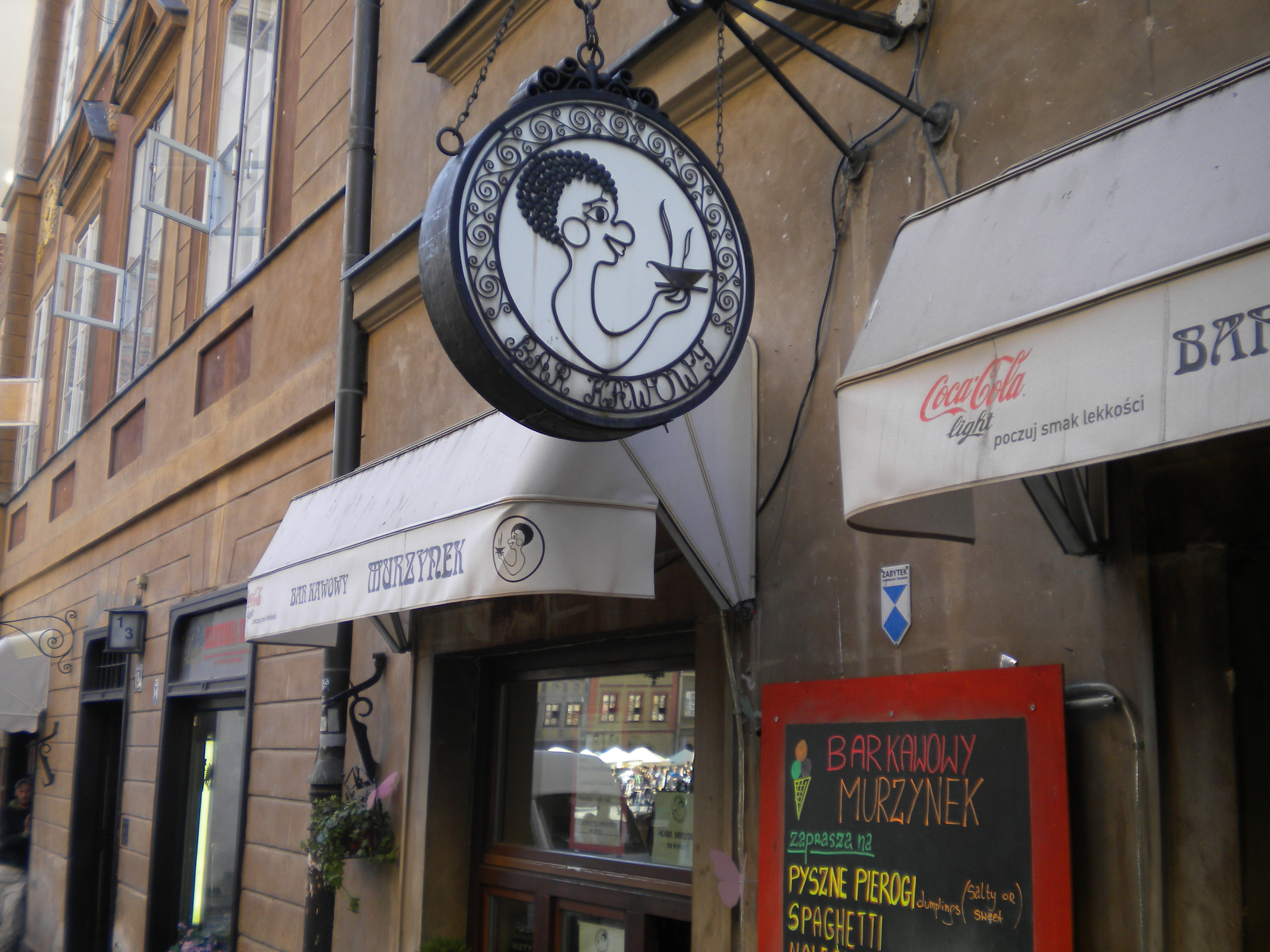
Quán cà phê 'Murzynek' ở Warszawa

Một câu nói thỉnh thoảng được sử dụng ở Ba Lan: Murzyn zrobił swoje, Murzyn może odejść, thực chất là trích từ vở kịch Fiesco có từ năm 1783 của nhà văn Đức Friedrich Schiller (được dịch từ tiếng Đức là "Người Moor đã làm xong nhiệm vụ của mình, người Moor có thể đi"). 
Nghĩa của câu này là: "một khi bạn đã phục vụ đúng mục đích của mình thì không còn cần đến bạn nữa".
Từ viết thường ('murzyn', một danh từ chung) có thể có ý nghĩa:
1. (nghĩa thân mật) Ai đó ẩn danh làm công việc cho một người khác;
2. (nghĩa thân mật) Ai đó có làn da nâu sẫm;
3. (nghĩa thân mật) Một người làm việc chăm chỉ buộc phải lao động nặng nhọc.[6]

Từ tiếng Anh "ghostwriter" có thể được dịch một cách không chính thức qua tiếng Ba Lan là literacki Murzyn, trong trường hợp này là "người da đen trong văn học".
Murzynek trong tiếng Ba Lan thông thường cũng có thể hiểu là một loại bánh sô-cô-la phổ biến hoặc một tỉ lệ cà phê đậm.
Murzyn polski ("murzyn Ba Lan") là một giống bồ câu mỏ đen.
Murzynka cũng là một loại dâu tây với quả nhỏ, màu đỏ đậm.
Murzyn cũng là một cách nói khác để chỉ szołdra, một loại bánh mì của Lễ phục sinh ở Silesia.